# Точка застою

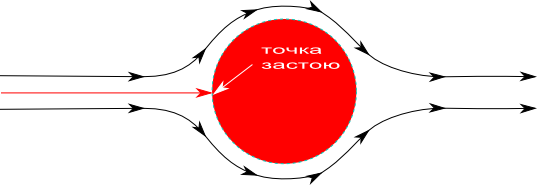
Зображена точка застою, зауважимо, що інша точка застою не показана

У гідроаеродинаміці точка застою — це точка поля потоку, де швидкість потоку нульова. Точки застою на поверхні об'єктів у полі потоку -  це ті точки, де потік зупиняється об'єктом. Рівняння Бернуллі показує, що статичний тиск найвищий, коли швидкість нульова і відповідно статичний тиск максимальний в точках застою. Такий тиск називається тиском гальмування.:§ 3.5
Рівняння Бернуллі, застосоване до нестисного потоку показує, що тиск гальмування дорівнює сумі динамічного і статичного тисків. Повний тиск також рівний сумі динамічного і статичного тисків, отже, у нестисних потоках тиск гальмування дорівнює повному тиску.:§ 3.5   (У стисних потоках тиск гальмування також дорівнює повному тиску, якщо плин, входячи в точку застою, зупиняється ізоентропійно.):§ 3.12

## Коефіцієнт тиску
Цю інформацію можна використати, щоб показати, що коефіцієнт тиску {\displaystyle C_{p}} у точці застою рівний {\displaystyle +1:}:§ 3.6
{\displaystyle C_{p}={p-p_{\infty } \over q_{\infty }}}
де:
{\displaystyle C_{p}} — коефіцієнт тиску
{\displaystyle p} — статичний тиск у точці в якій обчислюється коефіцієнт тиску
{\displaystyle p_{\infty }} — статичний тиск у точках віддалених від тіла (статичний тиск вільного потоку)
{\displaystyle q_{\infty }} — динамічний тиск у точках віддалених від тіла (динамічний тиск вільного потоку)
Тиск гальмування мінус статичний тиск вільного потоку рівний динамічному тиску вільного потоку; тому коефіцієнт тиску {\displaystyle C_{p}} у точці застою рівний {\displaystyle +1.}:§ 3.6